# Gustav Hedström
Erik Gustav Hedström, född 11 augusti 1869 i Gamla Uppsala församling, död 18 juli 1948 i Hedvig Eleonora församling i Stockholm, var en svensk tandläkare.
Efter studentexamen 1889 avlade Hedström tandläkarkandidatexamen 1890, tandläkarexamen 1892 och studerade även kemi vid Stockholms högskola. Han var praktiserande tandläkare i Stockholm från 1892, bevistade 12:e allmänna medicinska kongressen i Moskva 1897 och andra utländska kongresser och höll föredrag vid Nordiska naturforskarmötet i Helsingfors 1902. Han var ordförande i Mellersta Roslags jaktvårdsförening från 1913, en av stiftarna av Odontologiska sällskapet i Stockholm och dess ordförande från 1925 och hedersledamot i Svenska Tandläkaresällskapet 1929. Han utgav ett flertal skrifter inom odontologi och erhöll Millerpriset för avhandlingen Pulpagangrän 1928.